# Xanthorhoe deletata
Xanthorhoe deletata är en fjärilsart som beskrevs av Fuchs 1900. Xanthorhoe deletata ingår i släktet Xanthorhoe och familjen mätare. Inga underarter finns listade i Catalogue of Life.